# あおきえい
あおき えい（1973年 - 、東京都出身）は、日本のアニメ監督・演出家であり、TROYCAの取締役である。蒼井啓名義で参加した作品もある。

## 経歴
2005年まではAICに所属していた。絵コンテと演出を担当したテレビアニメ『SHUFFLE!』第19話「忘れ得ぬ想い」は「空鍋」と呼ばれる、ヒロインのヤンデレを描写した演出で話題となった。
2004年に『GIRLSブラボー』にて初監督を務めた後、フリーランスとなる。その後、AICやufotableを中心に監督・演出家として活動しながら、2013年5月には元AICのプロデューサーの長野敏之、撮影監督の加藤友宜らが立ち上げた新会社・TROYCAの取締役に就任した。

## 人物
多大な影響を受けた実写作品として、高校2年生当時に試写から何度も見たという1989年のロボット特撮映画『ガンヘッド』を挙げており、リメイクの許可が出れば喜んで引き受ける旨も明かしている。

## 参加作品

### テレビアニメ
2002年
- おねがい☆ティーチャー（絵コンテ・演出）
- サイボーグ009 THE CYBORG SOLDIER（演出）
- 超重神グラヴィオン（絵コンテ）
- ぷちぷり*ユーシィ（絵コンテ・演出）

2003年
- LAST EXILE（絵コンテ）
- 超重神グラヴィオンZwei（絵コンテ）
- おねがい☆ツインズ（絵コンテ・演出）

2004年
- モンキーターン（絵コンテ）
- GIRLSブラボー first season（監督）

2005年
- GIRLSブラボー second season（監督）
- ああっ女神さまっ（演出）
- SHUFFLE!（絵コンテ・演出）

2006年
- BLOOD+（絵コンテ･演出）
- コヨーテ ラグタイムショー（絵コンテ・演出）
- パンプキン・シザーズ（絵コンテ）
- 奏光のストレイン（絵コンテ・演出）

2007年
- 東京魔人學園剣風帖 龖（絵コンテ・演出）

2008年
- 喰霊-零-（監督）

2009年
- シャングリ・ラ（絵コンテ）
- 化物語（絵コンテ）
- ささめきこと（絵コンテ）

2010年
- バカとテストと召喚獣（絵コンテ）
- Angel Beats!（絵コンテ）
- 迷い猫オーバーラン!（PV監督）

2011年
- 放浪息子（監督）
- Fate/Zero（監督）

2012年
- Fate/Zero（監督）
- ソードアート・オンライン（OP2絵コンテ・演出）

2013年
- 僕は友達が少ないNEXT（絵コンテ）

2014年
- アルドノア・ゼロ（監督）

2015年
- GATE 自衛隊 彼の地にて、斯く戦えり（演出補佐）
- 櫻子さんの足下には死体が埋まっている（OP演出・絵コンテ・演出補佐）

2016年
- 機動戦士ガンダム 鉄血のオルフェンズ（OP2絵コンテ・演出）

2017年
- Re:CREATORS（監督・シリーズ構成・脚本・絵コンテ・演出）

2018年
- アイドリッシュセブン（スーパーバイザー）
- やがて君になる（絵コンテ）
- ロード・エルメロイII世の事件簿 -魔眼蒐集列車 Grace note-（2018年 - 2019年、スーパーバイザー、絵コンテ）

2020年
- ID：INVADED イド：インヴェイデッド（監督・絵コンテ・演出）
- アイドリッシュセブン Second BEAT!（絵コンテ・演出）

2022年
- 錆喰いビスコ（絵コンテ）
- 忍の一時（絵コンテ）

2023年
- オーバーテイク!（監督）

2024年
- ATRI -My Dear Moments-（絵コンテ）

### 劇場アニメ
- 劇場版 空の境界「俯瞰風景」（2007年、監督）
- 劇場版 空の境界「痛覚残留」（2008年、演出協力）
- 劇場版 空の境界「殺人考察（後）」（2009年、共同監督） - 瀧沢進介（近藤光、あおきえい、野中卓也、小船井充、平尾隆之の集合ネーム）名義
- 劇場版 空の境界 未来福音 extra chorus（2013年、監督・脚色）

### OVA
- ヤーリマクイーン（2000年、絵コンテ・演出、Bパートのみ）
- 天地無用! 魎皇鬼（第三期）（2003年 - 2005年、絵コンテ・演出）
- 円盤皇女ワるきゅーレ 星霊節の花嫁（2005年、演出）
- 異世界の聖機師物語（2009年、絵コンテ）
- 間の楔 第2期（2012年、絵コンテ）

### Webアニメ
- 魔法遊戯 飛び出す!!ハナマル大冒険（2001年、演出）
- アイドリッシュセブン Vibrato（2018年、絵コンテ）

### ゲーム
- バトルアスリーテス大運動会（1996年、アニメーション制作進行）青木英名義
- 神秘の世界エルハザード for SEGA SATURN（1996年、アニメーション制作進行、デバッグ）青木英名義
- 魔法少女プリティサミー PART1イン ザ アース・PART2イン ザ ジュライヘルム（1996年-1997年、アニメーション制作進行）青木英名義
- 魔法少女プリティサミー 恐るべし身体測定！核爆発5秒前！（1997年、アニメーション制作進行）青木英名義
- 爆れつハンター それぞれの想い…のわぁんちゃって（1997年、アニメーション制作進行）青木英名義
- スレイヤーズわんだほ〜（1998年、アニメーションデジタル編集協力）
- プリンセスクエスト（1998年、ムービーCG仕上げ）
- ときめきメモリアル2 対戦ぱずるだま（2001年、キャラクターモーション絵コンテ・演出）
- BLUE PROTOCOL（2023年、オープニングアニメーション絵コンテ・演出[6]）